# Bangana rendahli
Bangana rendahli är en fiskart som först beskrevs av Kimura, 1934.  Bangana rendahli ingår i släktet Bangana och familjen karpfiskar. Inga underarter finns listade.